# Waakvlam

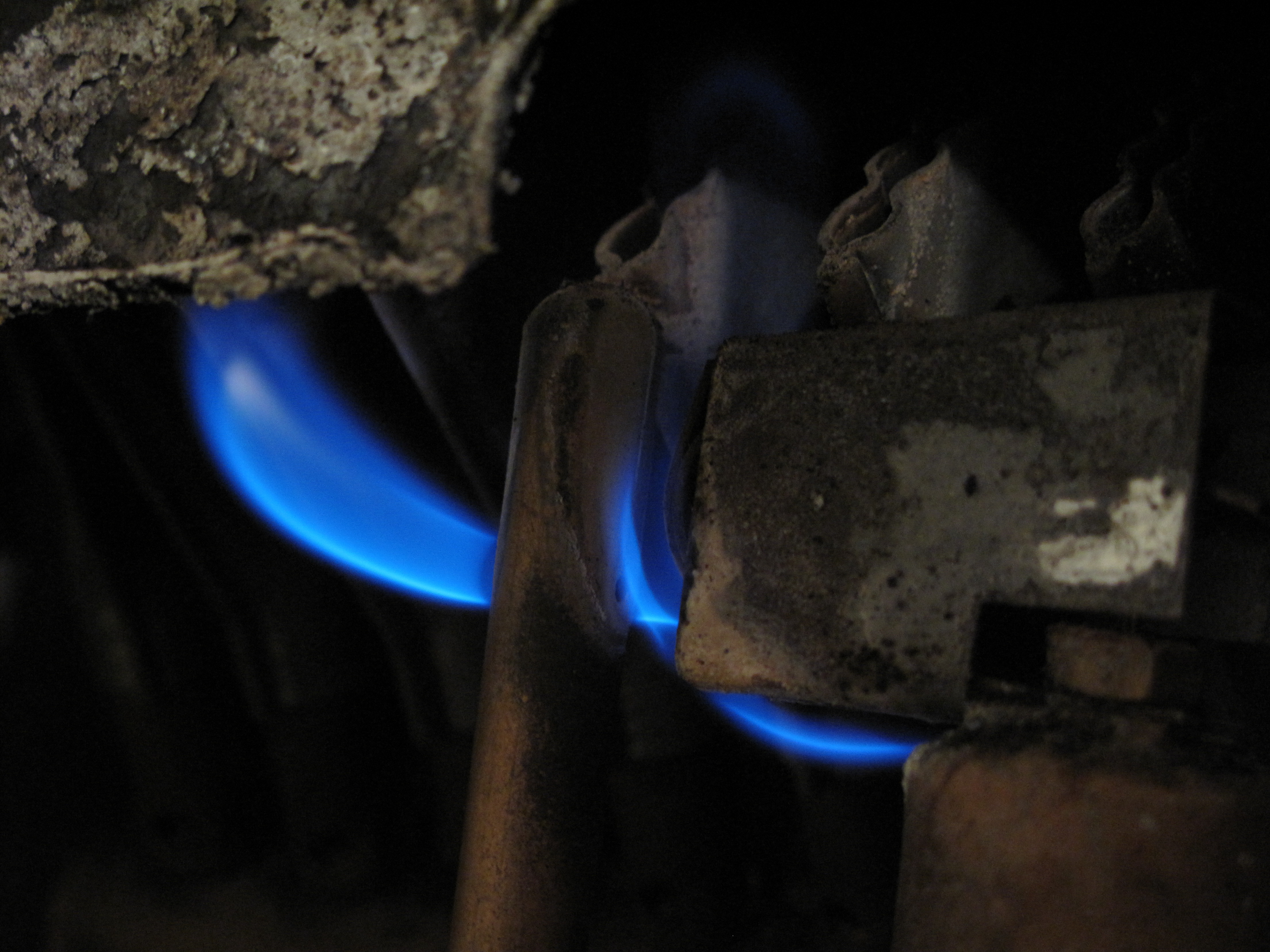
Waakvlam geiser

Een waakvlam is een continu brandend klein vlammetje dat vaak wordt toegepast in gastoestellen zoals een geiser, gaskachel, gasfornuis of cv-ketel. De waakvlam heeft een tweeledige taak: deze zorgt dat het uit de brander(s) stromende gas wordt ontstoken, en het maakt deel uit van de thermo-elektrische beveiliging van een gastoestel.
Een toestel komt in bedrijf doordat een door een membraan bediende stift rechtstreeks een gasklep bedient (geiser), of doordat de spoel van de elektrisch bediende (hoofd)gasklep in het gasregelblok wordt bekrachtigd (cv-ketel). Het gevolg is dat deze wordt geopend waardoor het gas naar de brander(s) wordt gevoerd, waar het vervolgens wordt ontstoken door de waakvlam.
Zou de waakvlam niet branden, dan worden de branders niet ontstoken en stroomt er (onverbrand) gas uit de ketel in de ruimte. Om een dergelijke gevaarlijke situatie te voorkomen, wordt er vaak een thermo-elektrische beveiliging toegepast. Deze bestaat uit een thermo-element (thermokoppel) dat met een geleider aan een elektromagnetische (hulp)gasklep in het gasregelblok is gekoppeld. Het thermo-element wordt verhit door de waakvlam waardoor een geringe elektrische spanning wordt opgewekt, voldoende om de klep in de gastoevoer geopend te houden. Dooft de waakvlam, dan verdwijnt de spanning door afkoeling van het thermo-element en wordt de gastoevoer door de klep gesloten. Hierbij wordt ook de gastoevoer naar de waakvlambrander afgesloten.
Tijdens en na het aansteken van de waakvlam dient de (hulp)gasklep door middel van een drukknop zo lang te worden opengehouden totdat het thermo-element voldoende verhit is (± 30 seconden). Daarna is de door het thermo-element geleverde elektrische spanning voldoende om de klep geopend te houden. Het aansteken kan behalve met lucifers ook gebeuren met behulp van een ingebouwde piëzo-ontsteking.
In het verleden werd een thermomechanische beveiliging toegepast. Bij deze beveiliging wordt een stukje bimetaal door de waakvlam verwarmd. Bij het uitvallen van de waakvlam verandert het bimetaal van vorm en bedient via een stift een gasklep die de gastoevoer van de hoofdbrander afsluit. Dit bimetaalsysteem mag niet meer worden toegepast, onder meer omdat hierbij toch nog onverbrand gas van de waakvlam kan ontsnappen.
Naast thermo-elektrische beveiliging wordt bij gastoestellen ook wel ionisatiebeveiliging als vlambeveiliging toegepast. Deze heeft een elektrische ontsteking en een element dat controleert of het uitstromende gas ook werkelijk ontstoken is. Veel moderne gastoestellen zijn voorzien van elektrische ontsteking; omdat ze geen waakvlam hebben, levert dit energiebesparing op.